# Das Wunder des heiligen Florian
Das Wunder des heiligen Florian ist eine deutsche Volkskomödie aus dem Jahre 1949 von Adele Meyer-Kaufmann. Es spielt in der Bauernstube des Bürgermeisters.

## Handlung
Bürgermeister Scharrer schenkt Pfarrer Fröhlich zum 25-jährigen Amtsjubiläum eine Statue des Heiligen Florian. Der geizige Bürgermeister hat sie auf dem Speicher gefunden. Der Neffe des Pfarrers erkennt den Wert der Figur. Als der Bürgermeister hiervon erfährt, will er die Figur zurückstehlen. Sepp weiß dies aber in Gestalt des Heiligen Florian zu verhindern.
Beim Theaterspiel finden Florian und Vroni zusammen. Die vormalige Verlobte von Florian, Afra findet wieder mit ihren Andreas Raingruber zusammen.

## Aufführungen
Unzählige Variationen dieses Stückes wurden und werden auf deutschsprachigen Bühnen aufgeführt, viele wurden verfilmt:
- Der Komödienstadel Erstausstrahlung 11. Januar 1969:
  - Pfarrer Benedikt Fröhlich: Michl Lang
  - Seine Schwester Walburga: Erni Singerl
  - Sepp, Fröhlichs Neffe: Georg Hartl
  - Bürgermeister Scharrer: Alexander Golling
  - Seine Tochter Afra: Ursula Herion
  - Die alte Lechnerin: Dora Altmann
  - Andreas Raingruber: Maxl Graf
  - Florian: Ossi Eckmüller
  - Die Dirn Vroni: Christiane Blumhoff
  - Autorin: Adele Meyer-Kaufmann
  - Regie: Olf Fischer[4][5]

## Hörspielfassung
Bereits im Jahre 1968 entstand beim Bayerischen Rundfunk ein knapp 83-minütiges Hörspiel. Die Erstausstrahlung fand am 28. September 1968 in der Reihe Der Komödienstadel statt.
- Sprecher:
  - Benedikt Fröhlich, Pfarrer von Oberhollerbach: Fritz Straßner
  - Wallburga, seine Schwester: Erni Singerl
  - Korbinian Scharrer, Bürgermeister: Alexander Golling
  - Afra, seine Tochter: Ursula Herion
  - Die alte Lechnerin: Dora Altmann
  - Florian, Knecht: Oskar Eckmüller
  - Vroni, Magd: Christiane Blumhoff
  - Andreas Reingruber: Maxl Graf
  - Komposition: Raimund Rosenberger
  - Verfasser der eingefügten Liedtexte: Oskar Weber
  - Ensemble: Die drei lustigen Moosacher
  - Bearbeitung und Regie: Olf Fischer